# Elisa Palmieri
Elisa Palmieri (Siena, 18 settembre 1983) è una martellista italiana.

## Biografia

### Le società di militanza, gli allenatori avuti e la posizione nella lista italiana all time
Da quando ha iniziato a praticare atletica leggera, nel 1997 all'età di 14 anni (categoria Cadette), è sempre tesserata con la Montepaschi UISP Atletica Siena Giardi.
Dal 2006 ha il doppio tesseramento anche con l'Esercito di cui è Caporal maggiore scelto.
Come allenatori è stata seguita all'inizio della carriera sportiva da Simona Baschietti (praticando anche il lancio del disco) e poi dal tecnico albanese Flamur Shabani con cui ha iniziato a dedicarsi specialmente al lancio del martello quando era nella categoria Juniores (allenandosi con entrambi a Siena), da Nicola Silvaggi (ad Ascoli Piceno) ed ora da Francesco Angius (a Grosseto).
Con un primato personale di 67,33 metri è la quarta migliore martellista italiana di sempre, dietro la primatista nazionale Ester Balassini (73,59 m), Clarissa Claretti (72,46 m) e Silvia Salis (71,93 m)

### 2002-2004: i titoli italiani giovanili e gli Europei under 23
Doppietta di titoli italiani giovanili nel 2002, con vittoria ai campionati italiani invernali di lanci (nel raggruppamento comprendente le due categorie allieve e juniores) ed ai nazionali juniores.
Nel 2003 prende parte in Polonia agli Europei under 23 di Bydgoszcz non riuscendo a qualificarsi per la finale.
Ai campionati italiani vince due medaglie giovanili con un titolo: argento promesse e quinto posto tra le assolute agli invernali di lanci; ai campionati nazionali universitari giunge quinta; medaglia d'oro agli italiani promesse ed ottava posizione agli assoluti di Rieti.
2004, bronzo ai nazionali universitari ed oro agli italiani promesse.

### 2005-2009: gli Europei under 23 e le Universiadi
Nel 2005 in Germania ad Erfurt gareggia agli Europei under 23 non riuscendo però a qualificarsi alla finale.
Ai campionati italiani vince tre medaglie: argento promesse e quarta assoluta negli invernali di lanci; bronzo ai nazionali universitari, argento agli italiani promesse e sesta posizione negli assoluti di Bressanone.
2006, argento ai nazionali universitari e sesta posizione agli assoluti di Torino.
Il 2007 la vede arrivare quarta sia agli invernali di lanci che agli assoluti di Padova e vincere il bronzo ai campionati nazionali universitari.
2008, quarta agli italiani invernali di lanci, argento ai nazionali universitari e quinto posto agli assoluti di Cagliari.
A Belgrado (Serbia) nel 2009 partecipa alle Universiadi non raggiungendo però la finale.
Lo stesso anno vince il bronzo agli invernali di lanci e giunge quarta agli assoluti di Milano.

### 2010-2012: il titolo nazionale universitario, le presenze nella Nazionale assoluta e le Universiadi
Il 29 maggio del 2010 vince a Campobasso i campionati nazionali universitari e, nello stesso anno, anche la medaglia di bronzo sia agli italiani invernali di lanci che agli assoluti di Grosseto.
L'11 settembre del 2010 ha esordito in Francia con la maglia della Nazionale seniores in occasione del DécaNation di Annecy chiudendo la gara in quinta posizione.
Durante il biennio 2011-2012 ha raccolto le altre due presenze con la Nazionale maggiore (ambedue le volte nella Coppa Europa invernale di lanci), terminando entrambe le volte in 14ª posizione, prima il 20 marzo a Sofia in Bulgaria e l'anno dopo, il 18 marzo, a Bar in Montenegro.
Nel 2011 partecipa pure alle Universiadi di Shenzhen in Cina terminando, il 19 agosto, la finale in decima posizione.
Sempre nel biennio 2011-2012, ai campionati italiani c'entra ogni anno due doppiette di titoli di vicecampionessa seniores, vincendo quindi sia nel 2011 che nel 2012 l'argento sia agli invernali di lanci che agli assoluti.

### 2013-2016: il titolo italiano assoluto agli invernali di lanci
Ai campionati italiani invernali di lanci ed agli assoluti, vince due medaglie di bronzo nel 2013 ed una d'argento agli assoluti di Rovereto nel 2014.
Altro poker di medaglie vinte ai campionati italiani nel biennio 2015-2016: due argenti agli assoluti, bronzo agli invernali di lanci del 2015; invece l'anno dopo, il 20 febbraio a Lucca, conquista il suo primo oro e quindi titolo italiano assoluto (realizzando la misura vincente di 65,75 m nella quinta serie di lanci), in occasione degli invernali di lanci (davanti alla bicampionessa italiana assoluta Micaela Mariani).

## Progressione

### Lancio del martello
| Stagione | Misura  | Luogo               | Data      | Rank. Mond. |
| -------- | ------- | ------------------- | --------- | ----------- |
| 2016     | 65,75 m | Lucca               | 20-2-2016 | -           |
| 2015     | 67,03 m | Torino              | 25-7-2015 | -           |
| 2014     | 66,03 m | Rovereto            | 19-7-2014 | -           |
| 2013     | 62,41 m | Tarquinia           | 4-6-2013  | -           |
| 2012     | 67,16 m | Lucca               | 25-2-2012 | -           |
| 2011     | 67,33 m | Torino              | 25-6-2011 | -           |
| 2010     | 66,84 m | Rieti               | 12-6-2010 | -           |
| 2009     | 65,34 m | Pescara             | 23-5-2009 | -           |
| 2008     | 61,51 m | Firenze             | 27-6-2008 | -           |
| 2007     | 61,74 m | Rieti               | 19-5-2007 | -           |
| 2006     | 61,71 m | Sesto Fiorentino    | 1-5-2006  | -           |
| 2005     | 61,00 m | Firenze             | 22-5-2005 | -           |
| 2004     | 57,89 m | Firenze             | 17-4-2004 | -           |
| 2003     | 57,89 m | Grosseto            | 13-6-2003 | -           |
| 2002     | 53,08 m | Milano              | 15-6-2002 | -           |
| 2001     | 47,56 m | Santa Maria a Monte | 28-7-2001 | -           |
| 2000     | 43,07 m |                     |           | -           |
| 1999     | 34,02 m |                     |           | -           |

## Palmares
| Anno | Manifestazione   | Sede      | Evento              | Risultato | Misura  | Note        |
| ---- | ---------------- | --------- | ------------------- | --------- | ------- | ----------- |
| 2003 | Europei under 23 | Bydgoszcz | Lancio del martello | 15ª       | 53,57 m | [ 5 ]       |
| 2005 | Europei under 23 | Erfurt    | Lancio del martello | 20ª       | 57,07 m | [ 6 ]       |
| 2009 | Universiadi      | Belgrado  | Lancio del martello | 17ª       | 60,43 m | [ 7 ] [ 8 ] |
| 2011 | Universiadi      | Shenzhen  | Lancio del martello | 9ª        | 63,06 m | [ 9 ]       |

## Campionati nazionali
- 1 volta campionessa assoluta agli invernali di lanci nel lancio del martello (2016)
- 1 volta campionessa universitaria nel lancio del martello (2010)
- 2 volte campionessa promesse nel lancio del martello (2003, 2004)
- 1 volta campionessa juniores nel lancio del martello (2002)
- 1 volta campionessa giovanile agli invernali di lanci nel lancio del martello (2002)

2002
- Oro ai Campionati italiani invernali di lanci, (Ascoli Piceno), Lancio del martello (giovanile)[10]
- Oro ai Campionati italiani juniores e promesse, (Milano), Lancio del martello - 53,08 m[11]

2003
- 5ª ai Campionati italiani invernali di lanci, (Gioia Tauro), Lancio del martello - 52,99 m (assolute)[12]
- Argento ai Campionati italiani invernali di lanci, (Gioia Tauro), Lancio del martello - 52,99 m (promesse)[13]
- 5ª ai Campionati nazionali universitari, (Salerno), Lancio del martello - 53,34 m[14]
- Oro ai Campionati italiani juniores e promesse, (Grosseto), Lancio del martello - 57,89 m[15]
- 8ª ai Campionati italiani assoluti, (Rieti), Lancio del martello - 51,48 m[16]

2004
- Bronzo ai Campionati nazionali universitari, (Camerino), Lancio del martello - 54,51 m[17]
- Oro ai Campionati italiani juniores e promesse, (Rieti), Lancio del martello - 56,12 m[17]

2005
- 4ª ai Campionati italiani invernali di lanci, (Vigna di Valle), Lancio del martello - 60,03 m (assolute)[18]
- Argento ai Campionati italiani invernali di lanci, (Vigna di Valle), Lancio del martello - 60,03 m (promesse)[19]
- Bronzo ai Campionati nazionali universitari, (Catania), Lancio del martello - 59,51 m[18]
- Argento ai Campionati italiani juniores e promesse, (Grosseto), Lancio del martello - 55,76 m[18]
- 6ª ai Campionati italiani assoluti, (Bressanone), Lancio del martello - 55,23 m[18]

2006
- Argento ai Campionati nazionali universitari, (Desenzano del Garda), Lancio del martello - 60,88 m[20]
- 6ª ai Campionati italiani assoluti, (Torino), Lancio del martello - 53,72 m[21]

2007
- 4ª ai Campionati italiani invernali di lanci, (Bari), Lancio del martello - 59,61 m[22]
- Bronzo ai Campionati nazionali universitari, (Jesolo), Lancio del martello - 57,57 m[23]
- 4ª ai Campionati italiani assoluti, (Padova), Lancio del martello - 61,19 m[24]

2008
- 4ª ai Campionati italiani invernali di lanci, (San Benedetto del Tronto), Lancio del martello - 58,14 m[25]
- Argento ai Campionati nazionali universitari, (Pisa), Lancio del martello - 60,80 m[26]
- 5ª ai Campionati italiani assoluti, (Cagliari), Lancio del martello - 61,00 m[27]

2009
- Bronzo ai Campionati italiani invernali di lanci, (Bari), Lancio del martello - 61,77 m[28]
- 4ª ai Campionati italiani assoluti, (Milano), Lancio del martello - 60,89 m[29]

2010
- Bronzo ai Campionati italiani invernali di lanci, (San Benedetto del Tronto), Lancio del martello - 65,71 m[30]
- Oro ai Campionati nazionali universitari, (Campobasso), Lancio del martello - 63,96 m[31]
- Bronzo ai Campionati italiani assoluti, (Grosseto), Lancio del martello - 65,37 m[32]

2011
- Argento ai Campionati italiani invernali di lanci, (Viterbo), Lancio del martello - 65,72 m[33]
- Argento ai Campionati italiani assoluti, (Torino), Lancio del martello - 67,33 m[34]

2012
- Argento ai Campionati italiani invernali di lanci, (Lucca), Lancio del martello - 67,12 m[35]
- Argento ai Campionati italiani assoluti, (Bressanone), Lancio del martello - 64,61 m[36]

2013
- Bronzo ai Campionati italiani invernali di lanci, (Lucca), Lancio del martello - 57,90 m[37]
- Bronzo ai Campionati italiani assoluti, (Milano), Lancio del martello - 61,32 m[38]

2014
- Argento ai Campionati italiani assoluti, (Rovereto), Lancio del martello - 66,03 m[39]

2015
- Bronzo ai Campionati italiani invernali di lanci, (Lucca), Lancio del martello - 63,07 m[40]
- Argento ai Campionati italiani assoluti, (Torino), Lancio del martello - 67,03 m[41]

2016
- Oro ai Campionati italiani invernali di lanci, (Lucca), Lancio del martello - 65,75 m[42]
- Argento ai Campionati italiani assoluti, (Rieti), Lancio del martello - 62,13 m[43]

## Altre competizioni internazionali
2004
- 5ª nell'Incontro internazionale under 23 Gran Bretagna-Germania-Italia, ( Manchester), Lancio del martello - 54,86 m[44]

2009
- 6ª nella Coppa dei Campioni per club, ( Castellón), Lancio del martello - 62,08 m[45]

2010
- 5ª al DécaNation, ( Annecy), Lancio del martello - 63,73 m[46]

2011
- 14ª nella Coppa Europa invernale di lanci, ( Sofia), Lancio del martello - 63,04 m[47]
- 4ª nella Coppa dei Campioni per club, ( Vila Real de Santo António), Lancio del martello - 62,54 m[48]

2012
- 14ª nella Coppa Europa invernale di lanci, ( Bar), Lancio del martello - 63,29 m[49]
- 6ª nella Coppa dei Campioni per club, ( Vila Real de Santo António), Lancio del martello - 58,00 m[50]